# Splunk
Splunk là một tập đoàn đa quốc gia của Mỹ có trụ sở tại San Francisco, California, làm phần mềm để thu thập Log, tìm kiếm, theo dõi và phân tích dữ liệu lớn (big data) do máy tạo ra, thông qua một giao diện web nhằm giải quyết nhiều bài toán khác nhau của các tổ chức, doanh nghiệp như trong việc giám sát, vận hành hệ thống, điều tra sự cố.v.v...
Phần mềm Splunk thu thập, đánh chỉ mục dữ liệu, tìm kiếm trong thời gian thực trong một kho lưu trữ dữ liệu có thể tìm kiếm, từ đó nó tạo ra các đồ thị, báo cáo, cảnh báo, biểu đồ.
Splunk có sứ mệnh làm cho dữ liệu máy có thể truy cập được trong một tổ chức bằng cách xác định mô hình dữ liệu, cung cấp số liệu, chẩn đoán vấn đề và cung cấp thông tin cho các hoạt động kinh doanh. Splunk được sử dụng để quản lý ứng dụng, bảo mật và tuân thủ theo chính sách tổ chức, cũng như kinh doanh và phân tích web. Tính đến đầu năm 2016, Splunk có hơn 10.000 khách hàng trên toàn thế giới.